# Datiska
Datiska (lat. Datisca), biljni rod od dvije vrste trajnica iz porodice Datiscaceae. Jedna vrsta raširena je po Sjevernoj Americi, to je D. glomerata iz Nevade, Kalifornije i sjeverozapadnog Meksika. Drga vrsta D. cannabina raširena je od zapadne Himalaje do zemalja istočnog Sredozemlja.

## Opis
Datiscaceae, su porodica reda tikvolikih (Cucurbitales) cvjetnica, s jednim rodom. Datisca cannabina, koja se nalazi od Sredozemlja prema istoku do središnje Azije, biljka je nalik konoplji, visoka 2 metra (7 stopa), koja ima listove s tri do sedam naizmjeničnih, nazubljenih listića. Ženske biljke imaju žute cvjetove, a žuta boja se dobiva iz korijena. “Durango korijen” (D. glomerata), porijeklom iz obalnih područja jugozapadne Sjeverne Amerike, naraste do 1,25 metara (4 stope) u visinu i ima duboko urezane listiće i neugledne cvjetove.
Listovi ovog roda su duboko razdijeljeni do perasto složeni. Cvjetovi su dvospolni; nema latica; i vrhovi su položeni prema rubu donjeg jajnika, a ne prema središtu, a ovuli su položeni na stijenke jajnika. Plod je kapsula. U korijenju Datisca nalaze se kolonije gljiva Frankia koje vežu dušik. I oprašivanje i širenje potpomognuti su vjetrom. Sjeme Datisca ima mali poklopac, ali nije okružen prstenom specijaliziranih stanica, kao kod Begoniaceae. D. cannabina, azijska vrsta, ukrasna je biljka koja se uzgaja zbog svog lišća, a također daje žutu boju.

## Vrste
1. Datisca cannabina L.; tip. Kreta, Istočnoegejski otoci, Azija
2. Datisca glomerata (C. Presl) Baill.; Kalifornija, Nevada, Baja California Norte

## Sinonimi
- Tricerastes C.Presl
- Cannabina Mill.